# Петрилове (Брянська область)
Петри́лове (рос. Петрилово) — присілок у Брасовському районі Брянської області Росії. Входить до складу муніципального утворення Сниткінське сільське поселення.
Розташований за 6 км на північний схід від села Сниткіно.

## Історія
Згадується з першої половини XVII століття в складі Брасовського стану Комарицької волості (спочатку — село належало до парафії села Дівоче). Розташовувався поблизу нинішнього селища Червоне (52°44′40″ пн. ш. 34°41′20″ сх. д. / 52.74444° пн. ш. 34.68889° сх. д.).
З 1726 по 1835 рр. — село з храмом Миколи Чудотворця. З 1741 року — володіння Апраксиних. У 1778—1782 рр. тимчасово входив в Луганський повіт.
У 1835 році парафіяльний храм згорів, Петрилове було приписано до села Літовня, а в 1850—1852 рр. Петрилове, відтепер знову зване присілком, перенесено на нинішнє місце (з цього часу належав до парафії села Кропотова). На колишньому місці пізніше був влаштований Олександрівський хутір (нині селище Красне).
З 1861 року Петрилове входив у Добрицьку волость Севського повіту, з 1880-х рр. — в Апраксинську (Брасовську) волость. З 1929 року в складі Брасовського району. З 1920-х рр. по 1961 — в Кропотовській сільраді.

## Населення
За найновішими даними, постійне населення в присілку відсутнє.
У минулому чисельність мешканців була такою:
| Роки      | 1858 | 1878 | 1897 | 1926 | 1979 | 1989 | 2002 | 2010 |
| --------- | ---- | ---- | ---- | ---- | ---- | ---- | ---- | ---- |
| Населення | 406  | 541  | 700  | 880  | 172  | 68   | 22   | 4    |